# تومر متین
تومر متین (ترکی استانبولی: Tümer Metin؛ زادهٔ ۱۴ اکتبر ۱۹۷۴) بازیکن فوتبال اهل ترکیه بود.
از باشگاه‌هایی که در آن بازی کرده‌است می‌توان به باشگاه فوتبال بشیکتاش، باشگاه فوتبال صامسون‌اسپور، باشگاه فوتبال لاریسا، و باشگاه فوتبال فنرباغچه اشاره کرد.
وی همچنین در تیم ملی فوتبال ترکیه بازی کرده‌است.